# 松尾寛
松尾 寛（まつお ゆたか、1923年 - 1993年）は、日本の軍人・自衛官。

## 人物
大阪府大阪市生まれ。官立大阪高等工業学校（現大阪府立大学工学部）金属工学科卒業。海軍入隊、モロタイ島海軍見張所長（海軍少尉、のちに海軍中尉）。終戦後は警察予備隊に入隊し、保安隊、陸上自衛隊を経て航空自衛隊へ転科し、アメリカ空軍留学後は航空集団司令部、第2術科学校、航空幕僚監部装備部、第3補給処に勤務する。1等空佐で退官、民間企業を経て社団法人安全保障懇話会事務局長。1993年4月死去。正五位、勲五等瑞宝章受章。
モロタイ島はインドネシアのハルマヘラ島に隣接する島で、アメリカ軍上陸前には、川島威伸中尉が指揮する陸軍第2遊撃隊と海軍見張所3か所（ゴランゴ特設見張所、ソピー見張所、ポンポン見張所）が置かれていた。各見張所は第26特別根拠地司令部に直属し、相互間に指揮系統はなかった。海軍見張所のうち、士官を長とする見張所はゴランゴ特設見張所だけであった。見張所はモロタイ島東北端ゴランゴ岬に設置され、電探（レーダー）2基を有し、松尾少尉以下約30名で編成されていた。使用していた電探は1号3型2基で、小型ながら当時としては性能優秀とされたものである。
1944年9月、アメリカ軍は猛烈な艦砲射撃とともに西方のゴランゴ湾に上陸を開始した。ただちに電探を破壊し、ゴランゴ湾に通じる断崖上に全兵力を展開し、司令部との最後通信を行っていると艦砲射撃が見張所付近に集中しはじめ、司令部から退避命令を受けて山中に撤退した。陸軍部隊を捜索するもなかなか連絡がとれなかったが、後日、偵察と遊撃戦を任ずるという命令を受けた。山中で自給自足しながら遊撃戦を展開した後、捜索隊によって終戦を初めて知る。豪州軍収容所を経て日本に帰国した（モロタイ島の戦いも参照）。